# Álvaro Pino
Álvaro Pino Couñago (Fontenla, Ponteareas, Pontevedra, 17 de agosto de 1956) foi um ciclista espanhol, profissional entre os anos 1981 e 1991.
Aficionado à mecânica, Álvaro Pino iniciou-se no mundo do ciclismo graças a uma bicicleta extraviada que lhe presentearam. A sua especialidade foram as etapas de montanha.
No Tour de France, seus melhores resultados foram dois oitavos postos, que conseguiu em 1986 e 1988. Também foi 16.º em 1989 e 19.º em 1985.
Foi vencedor da Volta a Espanha de 1986 com a equipa BH derrotando em todos os terrenos a figuras de primeiro nível como Laurent Fignon, Sean Kelly, Robert Millar ou Pedro Delgado. Também foi quarto em 1983 (onde chegou a ser líder pondo em apuros ao grande Bernard Hinault), oitavo em 1985, oitavo e grande prêmio de montanha em 1988 e quinto em 1989. Nesta prova obteve cinco vitórias individuais, a primeira na sua estreia, em 1981, na etapa Zaragoza-Torrejón depois de uma fuga de 200 quilómetros. A última, em 1989, na mítica subida aos Lagos de Covadonga. Em 1988, obteve o troféu superprestígio Unipublic.
Foi seleccionado em sete ocasiões para disputar o campeonato do mundo. Outros lucros importantes têm sido as vitórias na Subida ao Naranco  em 1982, a Escalada a Montjuic em 1987 e a Volta à Catalunha em 1987, na que tinha sido segundo um ano antes e, posteriormente, quarto em 1988 e terceiro em 1989. Obteve o Grande prêmio da montanha da Volta a Galiza de 1987 e de 1988 e o da Volta ao País Basco em 1988. Subiu três vezes ao pódio da Volta às Astúrias, sendo terceiro em 1982, segundo em 1983 e terceiro em 1989.
Depois de retirar-se do ciclismo profissional, continuou unido ao mundo da bicicleta, convertendo-se em director desportivo e passando pelas equipas Kelme, Phonak e Xacobeo Galiza até ao ano de 2010, com o qual tem conquistado o triunfo por equipas na Volta a Espanha de 2009.
Ademais exerce de comentarista das grandes voltas ciclistas no programa radiofónico de desportos, Radioestadio, da Onda Zero.

## Palmarés
- 1981
  - 1 etapa da Volta a Espanha

- 1982
- Subida ao Naranco
  - 1 etapa da Setmana Catalã

- 1983
  - 1 etapa da Volta a Burgos

- 1986
- Volta a Espanha, mais 1 etapa

- 1987
- Escalada a Montjuic
- Volta à Catalunha , mais 2 etapas

- 1988
  - 2 etapas da Volta a Espanha, mais a classificação da montanha 
  - 1 etapa da Volta a Galiza
- Clássica de Santoña

- 1989
  - 1 etapa da Volta a Espanha
- Clássica de Sabiñánigo

## Resultados em Grandes Voltas e Campeonatos do Mundo
| Carreira           | 1981 | 1982 | 1983 | 1984 | 1985 | 1986 | 1987 | 1988 | 1989 | 1990 | 1991 |
| ------------------ | ---- | ---- | ---- | ---- | ---- | ---- | ---- | ---- | ---- | ---- | ---- |
| Giro d'Italia      | -    | 30.º | 18.º | Ab.  | -    | -    | -    | -    | -    | -    | -    |
| Tour de France     | -    | -    | -    | -    | 19.º | 8.º  | -    | 8.º  | 16.º | Ab.  | -    |
| Volta a Espanha    | 22.º | 10.º | 4.º  | Ab.  | 8.º  | 1.º  | -    | 8.º  | 5.º  | Ab.  | -    |
| Mundial em Estrada | -    | -    | -    | -    | 32.º | 19.º | 39.º | 36.º | 35.º | -    | 71.º |

-: não participa

Ab.: abandono